# 東貝爾恩斯塔特 (肯塔基州)
東貝爾恩斯塔特（英語：East Bernstadt）是位於美國肯塔基州勞雷爾縣的一個人口普查指定地區。

## 人口
根據2020年美國人口普查的數據，東貝爾恩斯塔特的面積為5.50平方千米，當中陸地面積為5.47平方千米，而水域面積為0.03平方千米。當地共有人口809人，而人口密度為每平方千米147.09人。